# Barry Sheene

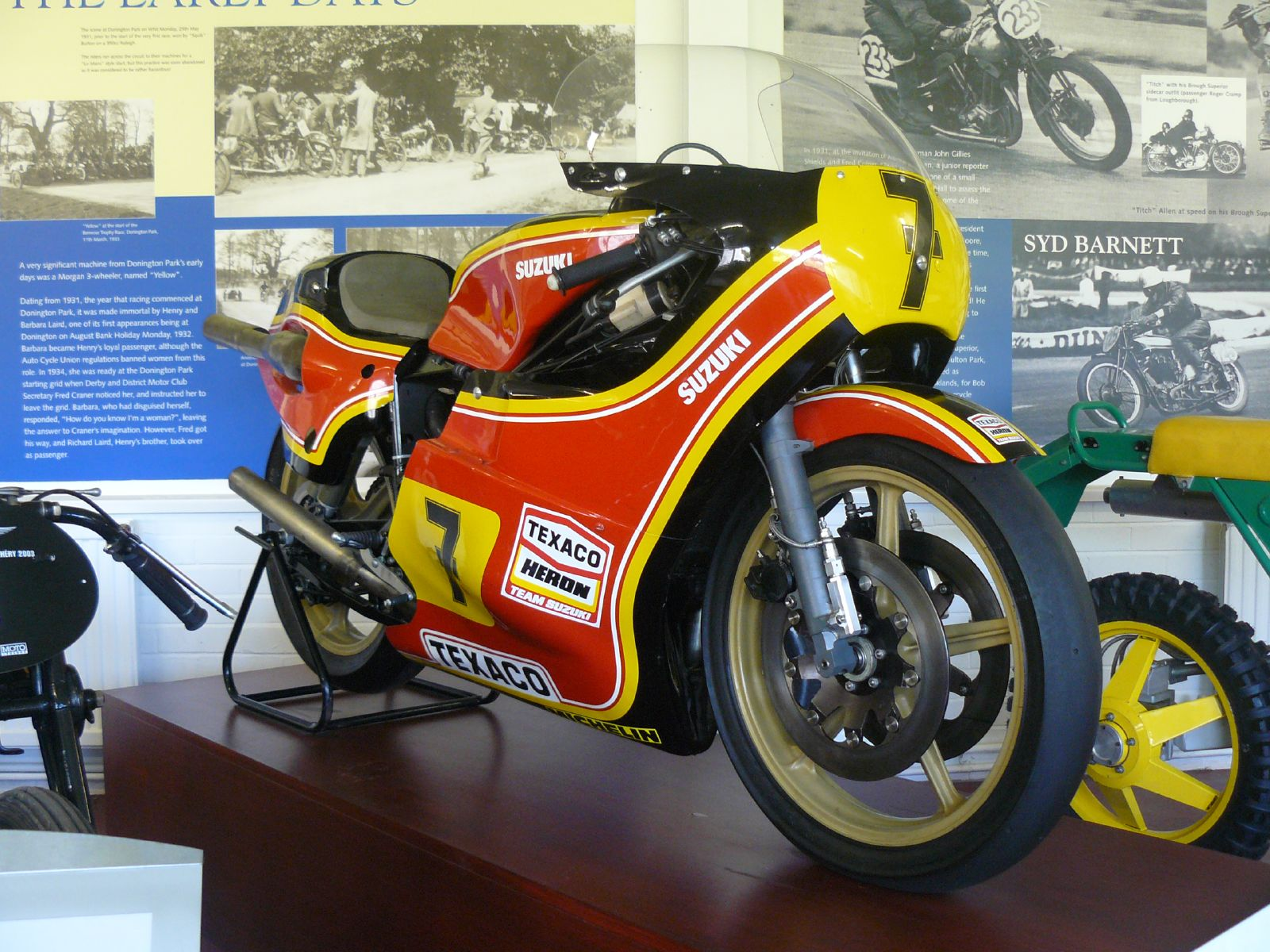
La Suzuki n°7 de Barry Sheene.

Barry Sheene, né le 11 septembre 1950 à Londres et mort le 10 mars 2003 dans le Queensland (Australie), est un pilote motocycliste britannique, vainqueur de plusieurs championnats britanniques et mondiaux de moto de vitesse.

## Biographie
Il débute la moto grâce à son père, Franck, mécanicien, sur une Ducati 50 cm³.
Son père, Frank Sheene importe à l'unité des motos de course espagnoles (ce qui le fera surnommer Franco par plaisanterie) notamment la très performante Bultaco Metralla (la bombe), qu'il préparera avec beaucoup de soin et qui permettra à son fils de s'illustrer sur les petits circuits britanniques (en général installés sur d'ex aérodromes de la RAF).  Il devient rapidement mécanicien de course, et commence à courir sur des machines qu'il prépare et avec lesquelles il brille tout de suite. En 1969, il termine deuxième du championnat britannique en 125 cm³. Un an plus tard il gagne le championnat britannique 125 cm³ à 20 ans, et termine deuxième en Espagne en 125. 
L'année 1971, il finit deuxième au championnat du Monde en 125 cm³. Il court également en 500 cm³ cette année-là, et remporte une victoire et une quatrième place. En 1973, il remporte le Trophée FIM 750 (qui deviendra un championnat du monde à partir de 1976). Un accident spectaculaire à Daytona en 1975 (une chute à 300 km/h, due au blocage de la roue arrière dans le bras oscillant consécutif à la dilatation du pneu sous l'effet de la vitesse) risqua de mettre fin à sa carrière prématurément, du fait d'une fracture de la jambe gauche, du bras droit, d'une clavicule et de deux côtes, mais il put revenir à la course sept semaines plus tard. Il termine 6e au mondial 500 cette année-là.
En 1976, il gagne cinq Grands Prix, lui apportant le titre mondial, chose qu'il répète l'année suivante. Kenny Roberts est champion du Monde en 1978, Barry Sheene se contente de la deuxième place. Il quitte Suzuki en 1979, estimant qu'il recevait des équipements inférieurs à ses coéquipiers. Il prend une machine privée Yamaha, mais reçoit rapidement un bon matériel.
Une chute en 1982 contribue largement à terminer la domination de Sheene (4e place au mondial), et il se retire en 1984.
Sheene était un personnage haut en couleur et exubérant, qui utilisait son aspect sympathique et son accent Cockney pour sa promotion, et combiné avec un intérêt pour les affaires.
Son casque était décoré d'une tête de canard (une version plus agressive encore du Donald duck de Disney).  Lors de l'adoption obligatoire du casque intégral il avait percé un trou dans la partie basse du casque : Le fumeur invétéré qu'était Barry Sheene grillait régulièrement une dernière cigarette sur la ligne de départ des Grands Prix, un rite relaxant qui faisait la joie du public.
Il partit en Australie à la fin des années 1980 dans l'espoir de guérir d'arthrose consécutive à ses blessures, déménageant dans une propriété de la Gold Coast. Il combina les affaires avec un rôle de commentateur du sport moto, d'abord à Nine Network avec le fameux Darrell Eastlake, puis fit la couverture télé des Grand Prix pour Network Ten. Le style de commentaires de Sheene était, pour le moins, idiosyncrasique. Ne laissant pas l'auditeur se demander une seule minute ce qu'il pensait du pilote, de la machine ou de l'équipe, ses commentaires étaient complètement transparents. Il associait les rouages internes du pilotage et les caprices du circuit professionnel à un penchant pour le double sens occasionnel délivré avec un sourire. Dans les années ultérieures, Sheene devint impliqué dans la course de motos historiques, lâchant habituellement les amateurs loin derrière. Une histoire peu connue est que Sheene inventa la protection du dos pour motards, avec un prototype qu'il fabriqua lui-même, et il a fabriqué (parallèlement à de nombreux fabricants) des protections dorsales depuis.
Il est mort d'un cancer le 10 mars 2003, laissant une veuve, Stéphanie (Stephanie McLean (en)) , et deux enfants.
À la suite de la reconstruction du circuit de Brands Hatch au Royaume-Uni pour des raisons de sécurité à la suite des demandes de la FIM, la portion Dingle Dell fut sécurisée et, peu de temps après la mort de Barry, la nouvelle section fut renommée Sheene's corner en son honneur.

## Anecdotes
- Seul pilote à avoir remporté une course de championnat du Monde en 50 et en 500 cm³
- Son numéro fétiche était le 7
- Son casque portait un Donald Duck
- Son casque était muni d'un trou pour qu'il puisse fumer une cigarette sans l'enlever
- Il est généralement considéré comme le père du 'V', le fameux salut motard.